# Nikolaj Memola
Nikolaj Memola, född 18 november 2003 i Monza, är en italiensk konståkare. 

## Karriär
Vid EM 2025 i Tallinn tog Memola silver i singel.